# The Scotts
The Scotts è un singolo del duo musicale statunitense omonimo, formato dai rapper statunitensi Travis Scott e Kid Cudi, pubblicato il 24 aprile 2020.

## Accoglienza
Rap-Up ha recensito il brano positivamente, definendolo un «pezzo forte esplosivo».

## Tracce
Testi e musiche di Jacques Webster, Scott Mescudi, David Biral, Denzel Baptiste, Oladipo Omishore, Patrick Reynolds e Mike Dean.
1. The Scotts – 2:45

## Formazione
Musicisti
- Travis Scott – voce
- Kid Cudi – voce

Produzione
- David Biral – produzione
- Denzel Baptiste – produzione
- Oladipo Omishore – produzione
- Plain Plat – produzione
- Mike Dean – mastering, missaggio
- Travis Scott – registrazione
- Jimmy Cash – registrazione

## Successo commerciale
The Scotts ha fatto il proprio ingresso alla vetta della Billboard Hot 100 nella pubblicazione del 9 maggio 2020, divenendo la terza numero uno di Scott e la prima di Cudi. È risultato il brano più scaricato e quello più riprodotto in streaming della settimana, rispettivamente con 67 000 copie pure e 42,2 milioni di stream, ed ha accumulato un'audience radiofonica pari a 5,5 milioni.
Nella classifica dei singoli britannica, il brano ha esordito al numero 11 nella sua prima settimana d'uscita grazie a 27 814 unità di vendita, diventando la sesta top twenty di Scott e il settimo ingresso di Kid Cudi nella Official Singles Chart.

## Classifiche

### Classifiche settimanali
| Classifica (2020) | Posizione massima |
| ----------------- | ----------------- |
| Australia         | 4                 |
| Austria           | 5                 |
| Belgio (Fiandre)  | 29                |
| Belgio (Vallonia) | 29                |
| Canada            | 1                 |
| Costa Rica        | 6                 |
| Danimarca         | 5                 |
| Estonia           | 2                 |
| Finlandia         | 6                 |
| Francia           | 2                 |
| Germania          | 8                 |
| Grecia            | 1                 |
| Irlanda           | 2                 |
| Islanda           | 9                 |
| Italia            | 2                 |
| Lituania          | 2                 |
| Norvegia          | 5                 |
| Malaysia          | 8                 |
| Nuova Zelanda     | 2                 |
| Paesi Bassi       | 18                |
| Portogallo        | 1                 |
| Regno Unito       | 11                |
| Repubblica Ceca   | 4                 |
| Romania           | 47                |
| Slovacchia        | 2                 |
| Spagna            | 21                |
| Stati Uniti       | 1                 |
| Svezia            | 8                 |
| Svizzera          | 3                 |
| Ungheria          | 1                 |

### Classifiche di fine anno
| Classifica (2020) | Posizione |
| ----------------- | --------- |
| Canada            | 77        |
| Islanda           | 76        |
| Portogallo        | 42        |
| Stati Uniti       | 86        |
| Svizzera          | 95        |
| Ungheria          | 43        |